# هندقورباغه‌ها

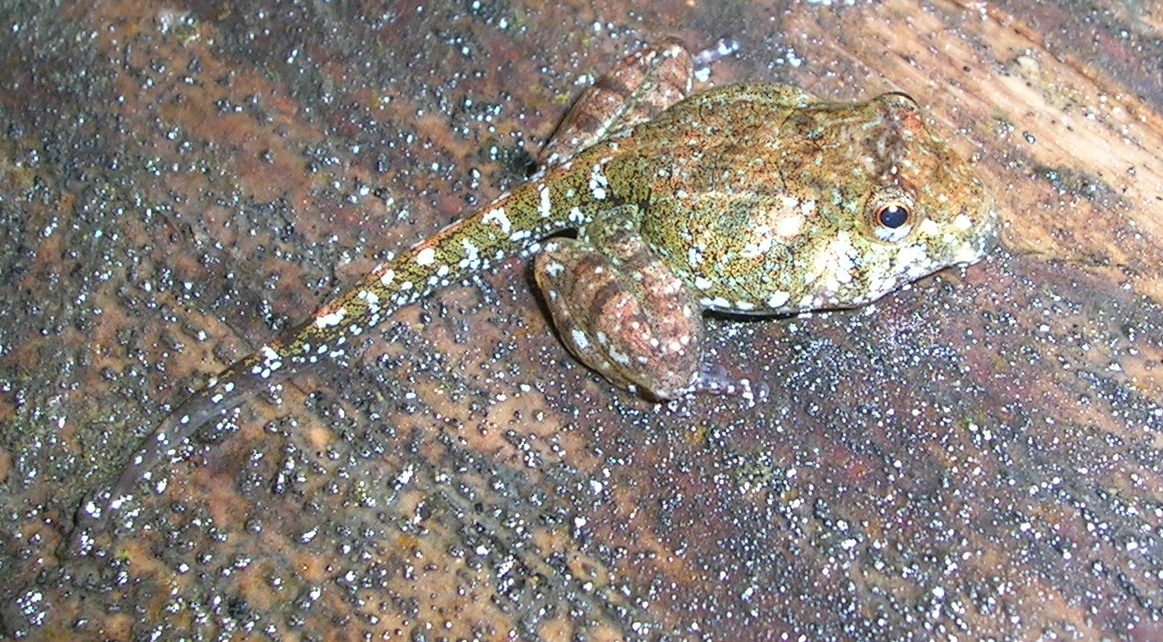
بچه‌قورباغهٔ I. cf semipalmata

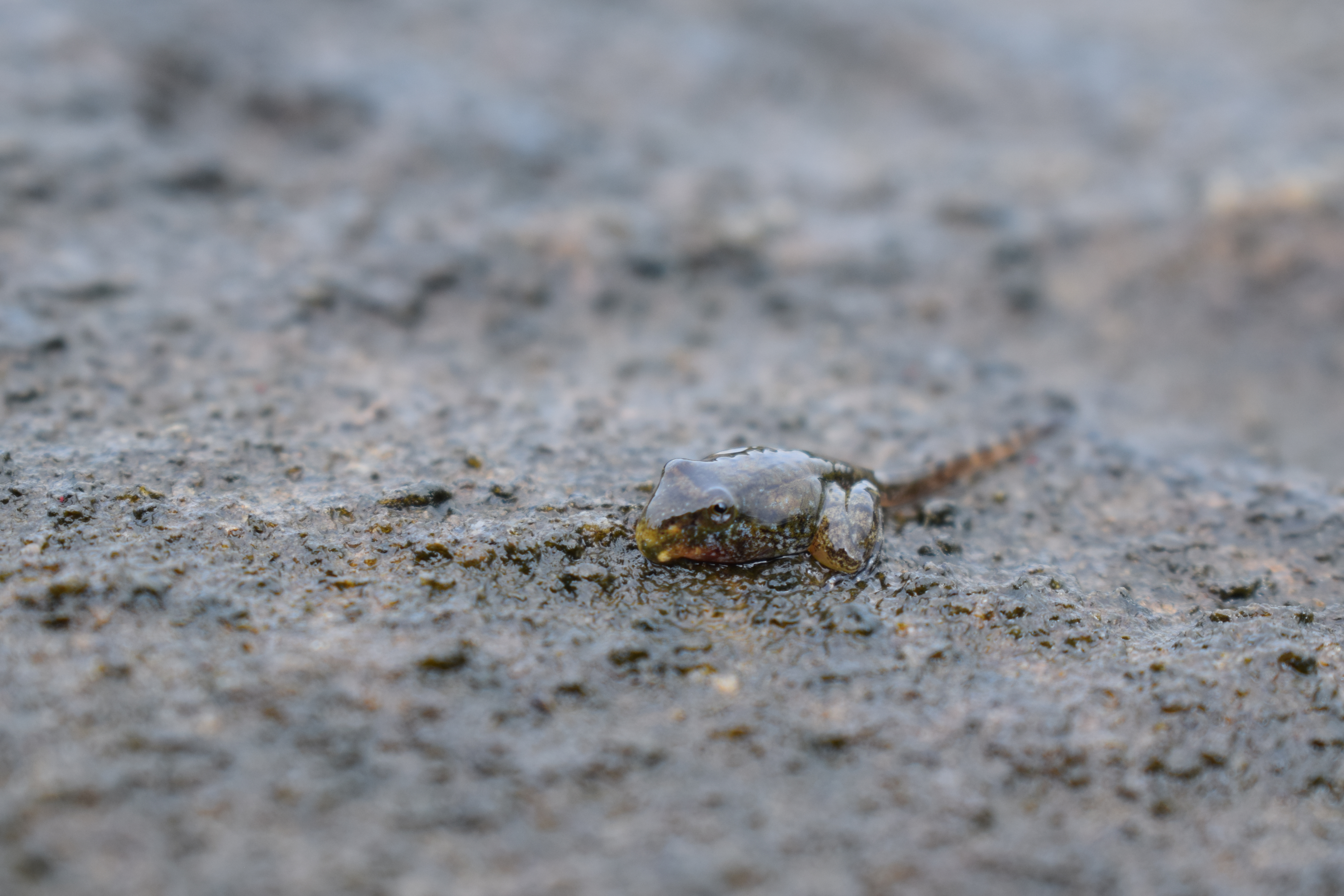

هندقورباغه‌ها (نام علمی: Indirana) یک سرده از قورباغه‌های خانواده قورباغه‌های جهشی (Ranixalidae) است. این قورباغه‌ها بومی گات غربی هند هستند. آنها گاهی اوقات با نام رایج قورباغه‌های هندی شناخته می‌شوند. در حالی که اعضای خانواده والدین آنها «قورباغه‌های جهشی» نامیده می‌شوند.
هندقورباغه‌ها نشان‌دهنده واگرایی باستانی قورباغه‌ها است که تقریباً ۵۰ میلیون سال پیش از سایر قورباغه‌ها جدا شده‌است. این موضوع Indirana gundia را به عنوان یکی از "۱۰۰ دوزیست برتر تکاملی متمایز و در معرض خطر جهانی " معرفی کرده‌است.

## ویژگی‌ها
هندقورباغه‌ها، قورباغه‌های کوچک و باریک اندام هستند. آنها معمولاً در بستر برگ‌ها یا نزدیک نهرها یافت می‌شوند. نوزاد قورباغه اندام‌های عقبی و دم بی‌باله دارند، و برای فرار از تهدید توانایی جهش به نقطه دورتر را دارند.

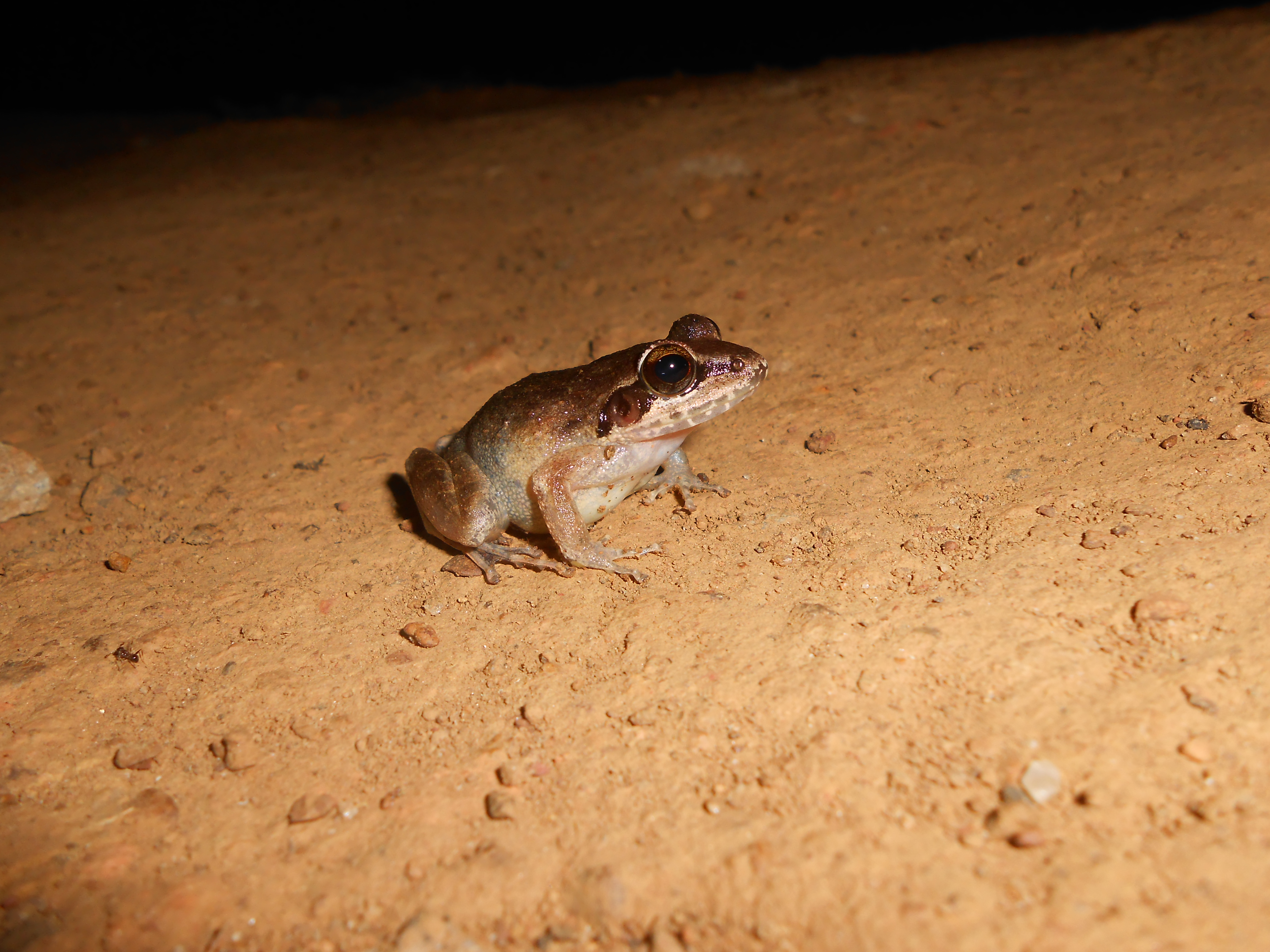
یک قورباغه از سردهٔ Indirana